# Station Moreton (Merseyside)
Moreton (Merseyside) is een spoorwegstation van National Rail in Moreton, Wirral in Engeland. Het station is eigendom van Network Rail en wordt beheerd door Merseyrail. 